# ایزو/آی‌ای‌سی ۲۷۰۰۰

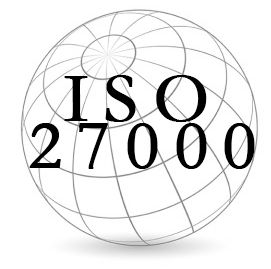
آیکون استاندارد بین المللی ایزو/آی‌ای‌سی ۲۷۰۰۰

ایزو/آی‌ای‌سی ۲۷۰۰۰ (به انگلیسی: ISO/IEC 27000) بخشی از خانواده رو به رشد استانداردهای ”سیستم مدیریت امنیت اطلاعات“ (ISMS) است که استانداردهای ”سری ISO/IEC 27000“ نیز شناخته می‌شوند.
ISO/IEC 27000 یک استاندارد بین‌المللی است تحت عنوان تکنولوژی اطلاعات – تکنیک‌های امنیت – سیستم‌های مدیریت امنیت اطلاعات – تعاریف و مرور کلی.
این استاندار شامل موارد زیر است:
- مرور و مقدمه‌ای بر ” استانداردهای سیستم مدیریت امنیت اطلاعات (ISMS)“
- فرهنگ لغاتِ تعاریف و عبارات به کار رفته‌ای خانواده ISO/IEC 27000. امنیت اطلاعات، مثل بسیاری از موضوعات دیگر، بسیاری از عبارات پیچیده را در خود جای داده. به‌طور نسبی می‌توان گفت که تعداد نویسندگان کمی وجود دارند که منظور خود را دقیق و کامل بیان می‌کنند، که چنین چیزی در استانداردها به هیچ عنوان تحمل پذیر نیست؛ زیرا که منجر به سوء تفاهم و اختلاط مبحث در ارزیابی و گواهینامه‌ها به وجود نیاید.

مخاطب این استاندارد، کاربرانی هستند که از دیگر استانداردهای این خانواده استفاده می‌کنند.
نسخه فعلی این استاندارد ISO/IEC 27000:2009 است که از سایت به آدرس  قابل خرید است.

## پیوند های مرتبط
- مجموعه ایزو 27000
- ایزو 27001
- ایزو 27002 ( ایزو 17799 سابق)